# SCAT-Flug 760
Am 29. Januar 2013 verunglückte ein Verkehrsflugzeug des Typs Bombardier CRJ-200ER  der SCAT Airlines auf dem SCAT-Flug 760 (Flugnummer: DV760) während des Anflugs auf den kasachischen Flughafen Almaty im Verlauf eines Durchstartmanövers. Bei dem Unfall kamen alle 21 Insassen ums Leben. Die Unfallursache blieb ungeklärt.

## Flugverlauf
Die CRJ-200ER der SCAT Airlines war um 11:19 Uhr Ortszeit in Kökschetau zum Inlandslinienflug nach Almaty gestartet. Während des Flugs wurden die Piloten um 12:00 Uhr von der Flugsicherung in Almaty darüber informiert, dass die Sichtverhältnisse am Zielflughafen aufgrund von Nebel schlecht seien.
Um 12:40 Uhr erhielt die Besatzung eine Anweisung auf 2430 Meter (8000 Fuß) zu sinken und diese Höhe zu halten. Obwohl die Sichtweite am Boden zu diesem Zeitpunkt nur noch 175 Meter betrug und somit unter dem zulässigen Minimum für eine Landung lag, wollte der Kapitän einen Anflug versuchen. Die Flugsicherung erteilte jedoch keine Freigabe, worüber sich der Kapitän aufregte. Um 12:57 Uhr bekam die Besatzung eine Erlaubnis zum Sinkflug auf 490 Meter (1600 Fuß). Weil sich die Bodensichtweite mittlerweile auf etwa 275 Meter erhöht hatte, wurde kurz darauf die Freigabe für einen Anflug auf die Landebahn 23R erteilt. Die vertikale Sichtweite im Endanflug betrug aber weiterhin nur 40 Meter.
Als die Maschine gegen 13:13 Uhr die Mindestsinkflughöhe von 185 Meter (600 Fuß) erreicht hatte, konnten die Piloten keinen Sichtkontakt zur Landebahn herstellen. Der Kapitän entschied sich zum Durchstarten. Er schaltete den Autopiloten aus, erhöhte die Leistung der Triebwerke maximal (TO/GA) und ordnete an, die  Klappen auf eine Stellung von acht Grad einzufahren. Die CRJ-200ER begann daraufhin zu steigen. Gleichzeitig informierte der Kopilot die Flugsicherung über das Durchstartmanöver. Noch während der Kopilot mit dem Fluglotsen sprach, kippte das Flugzeug über die Nase ab und ging in einen Sinkflug über. Das Ground Proximity Warning System (GPWS) löste unmittelbar danach einen Annäherungsalarm aus, ohne dass eine sofortige Reaktion der Besatzung erfolgte. Die Maschine schlug 15 Sekunden nach dem Ausschalten des Autopiloten rund 1,6 Kilometer vor der Landebahn in einem Feld auf. Die Trümmer verteilten sich auf einer Länge von 192 Meter.

## Unfallursache
Die Untersuchung der Wrackteile erbrachte keinen Hinweis auf eine Beschädigung und/oder Ausfalls eines flugrelevanten Systems vor dem Aufschlag. Ebenso schlossen die Ermittler einen Strömungsabriss durch Vereisung aus. Die genauen Abläufe an Bord blieben unklar, ebenso die Unfallursache.
Der Leichnam des 56-jährigen Kapitäns lag über dem Steuerhorn gebeugt, wobei der Schultergurt nur locker saß. Die Ermittler gingen davon aus, dass der Kapitän seinen Gurt zu einem unbestimmten Zeitpunkt selbst gelöst hatte. Eine Verletzung an seiner rechten Hand deutete darauf hin, dass sie sich beim Aufschlag wahrscheinlich nicht am Steuerhorn befand. Bei der Obduktion des Kapitäns wurde zudem eine chronische koronare Herzkrankheit festgestellt. Die Leiche des Kopiloten wurde mit beiden Händen am Steuerhorn gefunden.
Laut The Aviation Herald scheint es möglich, dass der Kapitän beim Einleiten des Durchstartens einen Herzanfall erlitten haben könnte, er dabei seinen Gurt löste und danach über dem Steuerhorn zusammenbrach, wobei dieses nach vorne gedrückt wurde und die Maschine in den Sinkflug überging. Der mit dem Funkverkehr beschäftigte Kopilot wurde möglicherweise erst auf die Situation aufmerksam, nachdem das GPWS den Alarm ausgelöst hatte.